# 中区庁駅
中区庁駅（チュングチョンえき）は、大韓民国大田広域市中区大興洞にある大田交通公社1号線の駅である。駅番号は106。

## 歴史
- 2006年3月16日 - 1号線板岩 - 政府庁舎間開通に伴い開業。

## 駅構造
島式ホーム1面2線の地下駅。ホームドア完備。
のりば
| 上り | ●1号線 | 板岩方面 |
| 下り | ●1号線 | 盤石方面 |

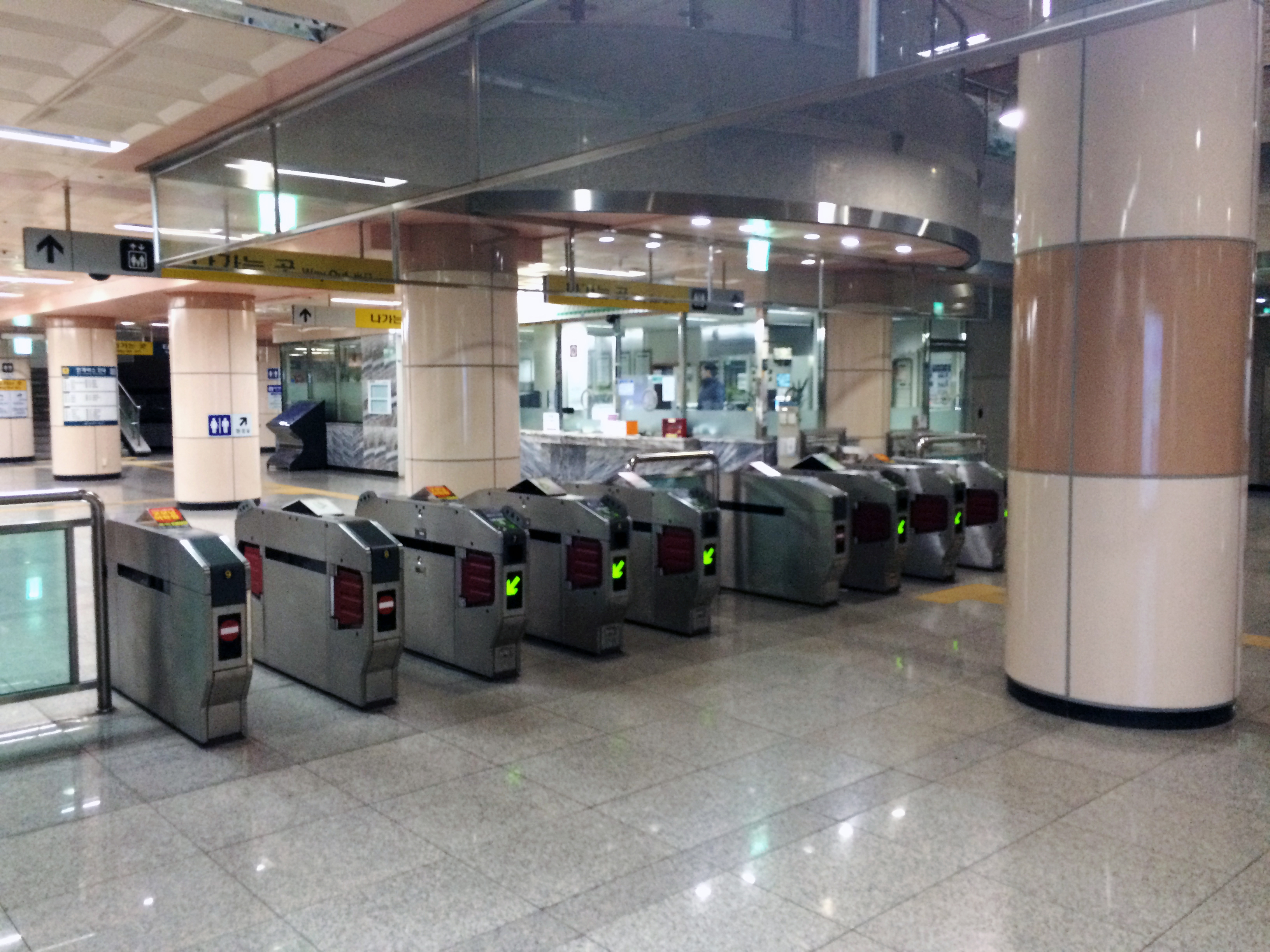
改札口
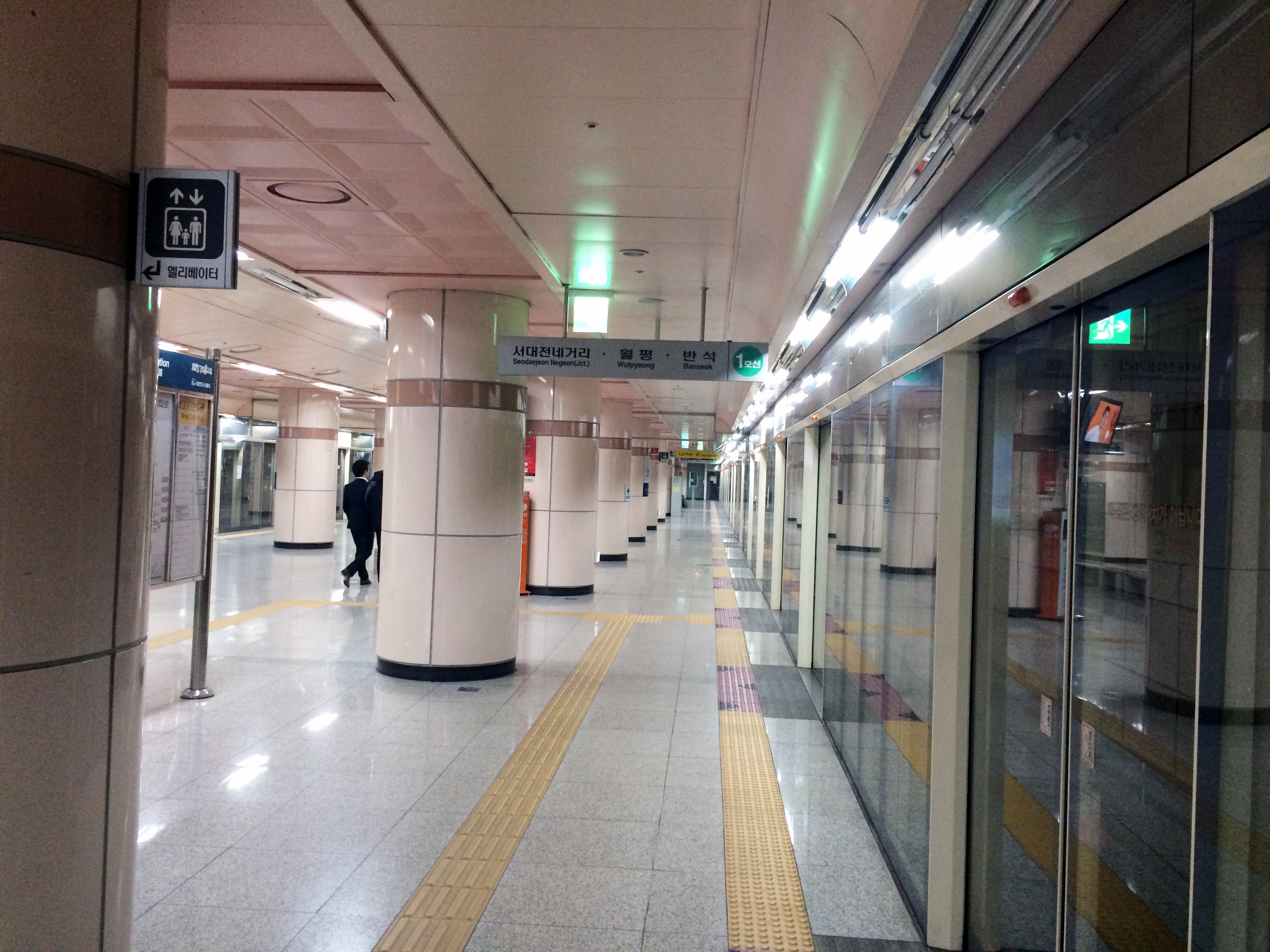
ホーム
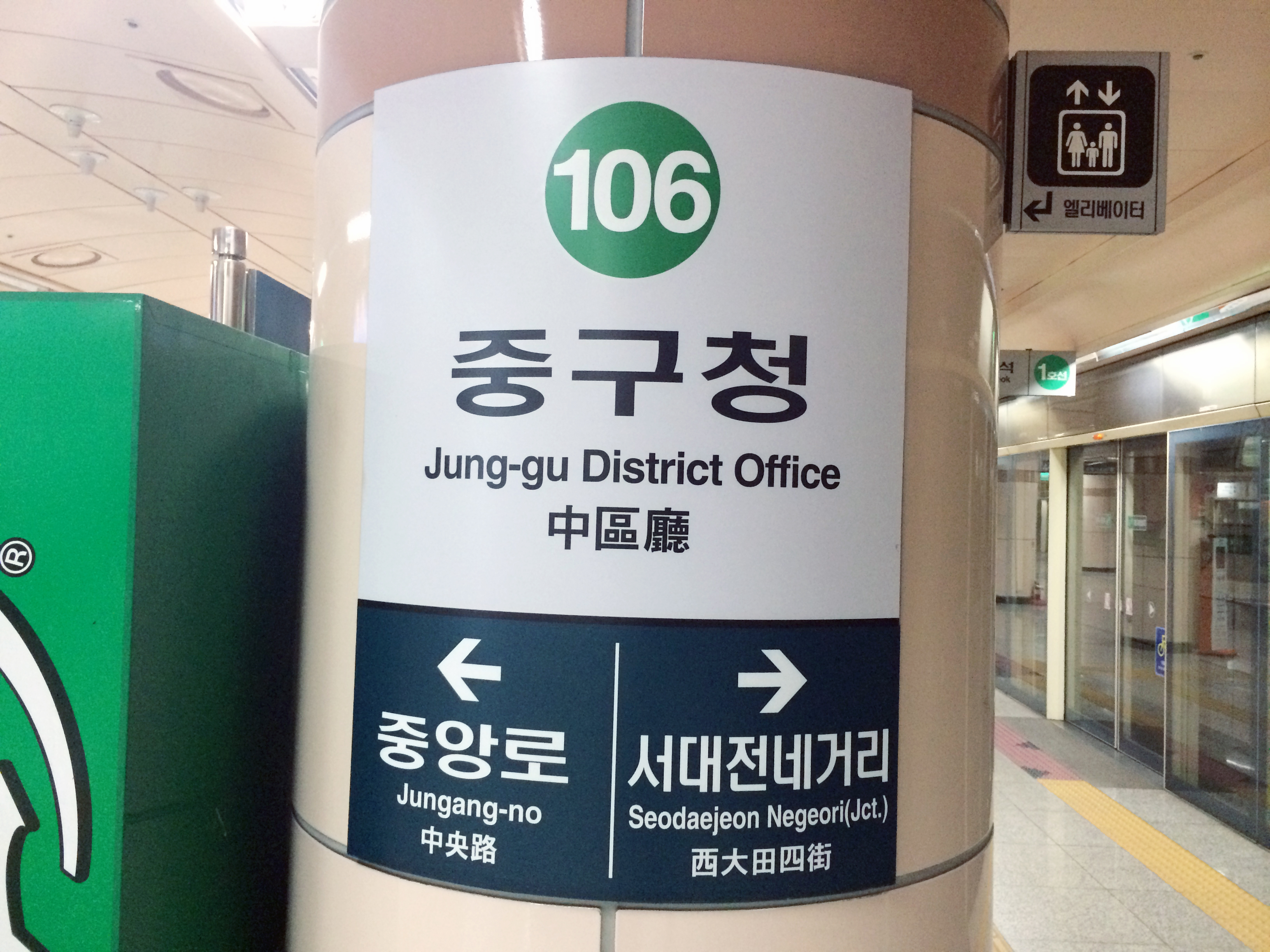
駅名標

## 駅周辺
- 中区庁
- 大田中部警察署
- カトリック大学大田聖母病院
  - 聖母初等学校
  - 聖母女子高等学校
- 大田中学校
- 大田高等学校
- KB損害保険忠清本部
- GSリテール中部本部
- 大田世宗研究院
- 大興洞行政福祉センター
- 中区保険支所

## 利用状況
| 路線   | 乗車人員 | 乗車人員 | 乗車人員 | 乗車人員 |
| 路線   | 2006年   | 2007年   | 2008年   | 2009年   |
| ------ | -------- | -------- | -------- | -------- |
| ●1号線 | 1133     | 1695     | 2010     | 2248     |

## 隣の駅
大田交通公社
●1号線
中央路駅 (105) - 中区庁駅 (106) - 西大田ネゴリ駅 (107)